# قائمة وزراء التربية والتعليم (مصر)
قائمة بأسماء الوزراء الذين تولوا وزارة التعليم في حكومات مصر المتعاقبة.:258:262:513:533

## دليل ألوان
- نظارة المعارف العمومية
- نظارة المعارف
- وزارة المعارف العمومية
- وزارة التربية والتعليم
- وزارة التعليم
- وزارة التعليم والدولة للبحث العلمي
- وزارة التعليم والبحث العلمي والثقافة
- وزارة التعليم والبحث العلمي
- وزارة الدولة للتعليم والبحث العلمي
- وزارة التربية والتعليم والتعليم الفني

## القائمة
| الترتيب | الناظر / الوزير                                                                                  | اسم الوزارة                                                          | الفترة                                                                     | الحكومة                                                                              | رئيس مجلس النظار / الوزراء                          |
| ------- | ------------------------------------------------------------------------------------------------ | -------------------------------------------------------------------- | -------------------------------------------------------------------------- | ------------------------------------------------------------------------------------ | --------------------------------------------------- |
| 1       | علي مبارك باشا                                                                                   | نظارة الأوقاف والمعارف العمومية وناظر الأشغال العمومية بالنيابة.     | من: 28 أغسطس 1878 حتى: 7 أبريل 1879 مدة: 7 أشهرٍ و10 أيامٍ                   | نظارة نوبار باشا الأولى                                                              | نوبار باشا                                          |
| 1       | علي مبارك باشا                                                                                   | نظارة الأوقاف والمعارف العمومية وناظر الأشغال العمومية بالنيابة.     | من: 28 أغسطس 1878 حتى: 7 أبريل 1879 مدة: 7 أشهرٍ و10 أيامٍ                   | نظارة محمد توفيق باشا الأولى                                                         | الأمير محمد توفيق باشا                              |
| 2       | محمد ثابت باشا                                                                                   | نظارة المعارف والأوقاف                                               | من: 7 أبريل 1879 حتى: 5 يوليو 1879 مدة: شهران و28 يومًا                     | نظارة محمد شريف باشا الأولى                                                          | محمد شريف باشا                                      |
| 3       | محمود سامي البارودي باشا                                                                         | نظارة الأوقاف والمعارف                                               | من: 5 يوليو 1879 حتى: 18 أغسطس 1879 مدة: شهرًا واحدًا و13 يومًا               | نظارة محمد شريف باشا الثانية                                                         | محمد شريف باشا                                      |
| 4       | علي إبراهيم باشا                                                                                 | نظارة المعارف العمومية                                               | من: 18 أغسطس 1879 حتى: 10 سبتمبر 1881 مدة: سنتان و23 يومًا                  | نظارة محمد توفيق باشا الثانية                                                        | الخديوي توفيق                                       |
| 4       | علي إبراهيم باشا                                                                                 | نظارة المعارف العمومية                                               | من: 18 أغسطس 1879 حتى: 10 سبتمبر 1881 مدة: سنتان و23 يومًا                  | نظارة مصطفى رياض باشا الأولى                                                         | مصطفى رياض باشا                                     |
| 5       | محمد زكي باشا                                                                                    | نظارة المعارف والأوقاف                                               | من: 14 سبتمبر 1881 حتى: 4 فبراير 1882 مدة: 4 أشهرٍ و21 يومًا                 | نظارة محمد شريف باشا الثالثة                                                         | محمد شريف باشا                                      |
| 6       | عبد الله فكري باشا                                                                               | نظارة المعارف العمومية                                               | من: 4 فبراير 1882 حتى: 26 مايو 1882 مدة: 3 أشهرٍ و22 يومًا                   | نظارة محمود سامي البارودي باشا                                                       | محمود سامي البارودي باشا                            |
| 7       | سليمان أباظة باشا                                                                                | نظارة المعارف العمومية                                               | من: 17 يونيو 1882 حتى: 21 أغسطس 1882 مدة: شهران و4 أيامٍ                    | نظارة إسماعيل راغب باشا                                                              | إسماعيل راغب باشا                                   |
| 8       | أحمد خيري باشا                                                                                   | نظارة المعارف العمومية                                               | من: 21 أغسطس 1882 حتى: 10 يناير 1884 مدة: سنةً واحدةً و4 أشهرٍ و20 يومًا       | نظارة محمد شريف باشا الرابعة                                                         | محمد شريف باشا                                      |
| 9       | محمود الفلكي باشا                                                                                | نظارة المعارف العمومية                                               | من: 10 يناير 1884 حتى: 9 يونيو 1888 مدة: 4 سنواتٍ و4 أشهرٍ و30 يومًا          | نظارة نوبار باشا الثانية                                                             | نوبار باشا                                          |
| ــــ    | علي مبارك باشا                                                                                   | نظارة المعارف العمومية                                               | من: 9 يونيو 1888 حتى: 12 مايو 1891 مدة: سنتان و11 شهرًا و3 أيامٍ             | نظارة مصطفى رياض باشا الثانية                                                        | مصطفى رياض باشا                                     |
| ــــ    | محمد زكي باشا                                                                                    | نظارة الأشغال العمومية والمعارف                                      | من: 14 مايو 1891 حتى: يناير 1893 مدة: سنةً واحدةً و8 أشهرٍ                    | نظارة مصطفى فهمي باشا الأولى                                                         | مصطفى فهمي باشا                                     |
| ــــ    | محمد زكي باشا                                                                                    | نظارة الأشغال العمومية والمعارف                                      | من: 14 مايو 1891 حتى: يناير 1893 مدة: سنةً واحدةً و8 أشهرٍ                    | نظارة مصطفى فهمي باشا الثانية                                                        | مصطفى فهمي باشا                                     |
| ــــ    | محمد زكي باشا                                                                                    | نظارة الأشغال العمومية والمعارف                                      | من: 14 مايو 1891 حتى: يناير 1893 مدة: سنةً واحدةً و8 أشهرٍ                    | نظارة حسين فخري باشا                                                                 | حسين فخري باشا                                      |
| ــــ    | محمد زكي باشا                                                                                    | نظارة الأشغال العمومية والمعارف                                      | من: 14 مايو 1891 حتى: يناير 1893 مدة: سنةً واحدةً و8 أشهرٍ                    | نظارة مصطفى رياض باشا الثالثة                                                        | مصطفى رياض باشا                                     |
| 10      | مصطفى رياض باشا                                                                                  | رئيس النظار (تولى نظارة المعارف العمومية بنفسه)                      | من: يناير 1893 حتى: 15 أبريل 1894 مدة: سنةً واحدةً و3 أشهرٍ                   | نظارة مصطفى رياض باشا الثالثة                                                        | مصطفى رياض باشا                                     |
| 11      | حسين فخري باشا                                                                                   | نظارة الأشغال العمومية والمعارف العمومية                             | من: 15 أبريل 1894 حتى: 28 أكتوبر 1906 مدة: 12 سنةً و6 أشهرٍ و13 يومًا         | نظارة نوبار باشا الثالثة                                                             | نوبار باشا                                          |
| 11      | حسين فخري باشا                                                                                   | نظارة الأشغال العمومية والمعارف العمومية                             | من: 15 أبريل 1894 حتى: 28 أكتوبر 1906 مدة: 12 سنةً و6 أشهرٍ و13 يومًا         | نظارة مصطفى فهمي باشا الثالثة                                                        | مصطفى فهمي باشا                                     |
| 12      | سعد زغلول باشا                                                                                   | نظارة المعارف العمومية                                               | من: 28 أكتوبر 1906 حتى: 21 فبراير 1910 مدة: 3 سنواتٍ و3 أشهرٍ و24 يومًا       | نظارة مصطفى فهمي باشا الثالثة                                                        | مصطفى فهمي باشا                                     |
| 12      | سعد زغلول باشا                                                                                   | نظارة المعارف العمومية                                               | من: 28 أكتوبر 1906 حتى: 21 فبراير 1910 مدة: 3 سنواتٍ و3 أشهرٍ و24 يومًا       | نظارة بطرس غالي باشا                                                                 | بطرس غالي باشا                                      |
| 13      | أحمد حشمت باشا                                                                                   | نظارة المعارف العمومية                                               | من: 23 فبراير 1910 حتى: 5 أبريل 1914 مدة: 4 سنواتٍ وشهرًا واحدًا و13 يومًا     | نظارة محمد سعيد باشا الأولى                                                          | محمد سعيد باشا                                      |
| 14      | أحمد حلمي باشا                                                                                   | نظارة المعارف العمومية                                               | من: 5 أبريل 1914 حتى: 19 ديسمبر 1914 مدة: 8 أشهرٍ و14 يومًا                  | نظارة حسين رشدي باشا الأولى                                                          | حسين رشدي باشا                                      |
| 15      | عدلي يكن باشا                                                                                    | وزارة المعارف العمومية                                               | من: 19 ديسمبر 1914 حتى: 9 أبريل 1919 مدة: 4 سنواتٍ و3 أشهرٍ و21 يومًا         | وزارة حسين رشدي باشا الثانية                                                         | حسين رشدي باشا                                      |
| 15      | عدلي يكن باشا                                                                                    | وزارة المعارف العمومية                                               | من: 19 ديسمبر 1914 حتى: 9 أبريل 1919 مدة: 4 سنواتٍ و3 أشهرٍ و21 يومًا         | وزارة حسين رشدي باشا الثالثة                                                         | حسين رشدي باشا                                      |
| 16      | حسين رشدي باشا                                                                                   | رئيس مجلس الوزراء تولى وزارة المعارف بصفة مؤقتة                      | من: 9 أبريل 1919 حتى: 22 أبريل 1919 مدة: 13 يومًا                           | وزارة حسين رشدي باشا الرابعة                                                         | حسين رشدي باشا                                      |
| 17      | أحمد زيور باشا                                                                                   | وزارة المعارف العمومية                                               | من: 20 مايو 1919 حتى: 2 يونيو 1919 مدة: 17 يومًا                            | وزارة محمد سعيد باشا الثانية                                                         | محمد سعيد باشا                                      |
| 18      | أحمد طلعت باشا                                                                                   | وزارة المعارف العمومية                                               | من: 2 يونيو 1919 حتى: 20 نوفمبر 1919 مدة: 5 أشهرٍ و18 يومًا                  | وزارة محمد سعيد باشا الثانية                                                         | محمد سعيد باشا                                      |
| 19      | يحيى إبراهيم باشا                                                                                | وزارة المعارف العمومية                                               | من: 20 نوفمبر 1919 حتى: 21 مايو 1920 مدة: 6 أشهرٍ ويومًا واحدًا               | وزارة يوسف وهبة باشا                                                                 | يوسف وهبة باشا                                      |
| 20      | محمد توفيق رفعت باشا                                                                             | وزارة المعارف العمومية                                               | من: 21 مايو 1920 حتى: 16 مارس 1921 مدة: 9 أشهرٍ و23 يومًا                    | وزارة محمد توفيق نسيم باشا الأولى                                                    | محمد توفيق نسيم باشا                                |
| 21      | جعفر ولي باشا                                                                                    | وزارة المعارف العمومية                                               | من: 16 مارس 1921 حتى: 24 ديسمبر 1921 مدة: 9 أشهرٍ و8 أيامٍ                   | وزارة عدلي يكن باشا الأولى                                                           | عدلي يكن باشا                                       |
| 22      | مصطفى ماهر باشا                                                                                  | وزارة المعارف العمومية                                               | من: 1 مارس 1922 حتى: 29 نوفمبر 1922 مدة: 8 أشهرٍ و28 يومًا                   | وزارة عبد الخالق ثروت باشا الأولى                                                    | عبد الخالق ثروت باشا                                |
| ــــ    | يحيى إبراهيم باشا                                                                                | وزارة المعارف العمومية                                               | من: 30 نوفمبر 1922 حتى: 9 فبراير 1923 مدة: شهران و10 أيامٍ                  | وزارة محمد توفيق نسيم باشا الثانية                                                   | محمد توفيق نسيم باشا                                |
| ــــ    | محمد توفيق رفعت باشا                                                                             | وزارة المعارف العمومية                                               | من: 15 مارس 1923 حتى: 6 أغسطس 1923 مدة: 4 أشهرٍ و22 يومًا                    | وزارة يحيى إبراهيم باشا                                                              | يحيى إبراهيم باشا                                   |
| 23      | محمد محب باشا                                                                                    | وزارة المعارف العمومية                                               | من: 6 أغسطس 1923 حتى: 8 أغسطس 1923 مدة: يومان                              | وزارة يحيى إبراهيم باشا                                                              | يحيى إبراهيم باشا                                   |
| ــــ    | محمد توفيق رفعت باشا                                                                             | تولى وزارة المعارف العمومية (بصفة مؤقتة) بجانب توليه وزارة الخارجية  | من: 8 أغسطس 1923 حتى: 12 أغسطس 1923 مدة: 4 أيامٍ                            | وزارة يحيى إبراهيم باشا                                                              | يحيى إبراهيم باشا                                   |
| 24      | أحمد زكي أبو السعود باشا                                                                         | وزارة المعارف العمومية                                               | من: 12 أغسطس 1923 حتى: 27 يناير 1924 مدة: 5 أشهرٍ و15 يومًا                  | وزارة يحيى إبراهيم باشا                                                              | يحيى إبراهيم باشا                                   |
| 25      | محمد سعيد باشا                                                                                   | وزارة المعارف العمومية                                               | من: 28 يناير 1924 حتى: 25 أكتوبر 1924 مدة: 8 أشهرٍ و27 يومًا                 | وزارة سعد زغلول باشا                                                                 | سعد زغلول باشا                                      |
| 26      | أحمد ماهر أفندي                                                                                  | وزارة المعارف العمومية                                               | من: 25 أكتوبر 1924 حتى: 24 نوفمبر 1924 مدة: 30 يومًا                        | وزارة سعد زغلول باشا                                                                 | سعد زغلول باشا                                      |
| 27      | أحمد خشبة بك                                                                                     | وزارة المعارف العمومية والحقانية مؤقتاً                               | من: 24 نوفمبر 1924 حتى: 13 مارس 1925 مدة: 3 أشهرٍ و17 يومًا                  | وزارة أحمد زيور باشا الأولى                                                          | أحمد زيور باشا                                      |
| 28      | علي ماهر بك                                                                                      | وزارة المعارف العمومية                                               | من: 13 مارس 1925 حتى: 7 يونيو 1926 مدة: سنةً واحدةً وشهران و25 يومًا          | وزارة أحمد زيور باشا الثانية                                                         | أحمد زيور باشا                                      |
| 29      | علي الشمسي باشا                                                                                  | وزارة المعارف العمومية                                               | من: 7 يونيو 1926 حتى: 25 يونيو 1928 مدة: سنتان و18 يومًا                    | وزارة عدلي يكن باشا الثانية                                                          | عدلي يكن باشا                                       |
| 29      | علي الشمسي باشا                                                                                  | وزارة المعارف العمومية                                               | من: 7 يونيو 1926 حتى: 25 يونيو 1928 مدة: سنتان و18 يومًا                    | وزارة عبد الخالق ثروت باشا الثانية                                                   | عبد الخالق ثروت باشا                                |
| 29      | علي الشمسي باشا                                                                                  | وزارة المعارف العمومية                                               | من: 7 يونيو 1926 حتى: 25 يونيو 1928 مدة: سنتان و18 يومًا                    | وزارة مصطفى النحاس باشا الأولى                                                       | مصطفى النحاس باشا                                   |
| 30      | أحمد لطفي السيد بك                                                                               | وزارة المعارف العمومية                                               | من: 25 يونيو 1928 حتى: 2 أكتوبر 1929 مدة: سنةً واحدةً و3 أشهرٍ و7 أيامٍ        | وزارة محمد محمود باشا الأولى                                                         | محمد محمود باشا                                     |
| 31      | حافظ حسن باشا                                                                                    | وزارة المعارف العمومية                                               | من: 3 أكتوبر 1929 حتى: 1 يناير 1930 مدة: شهران و29 يومًا                    | وزارة عدلي يكن باشا الثالثة                                                          | عدلي يكن باشا                                       |
| 32      | محمد بهي الدين بركات بك                                                                          | وزارة المعارف العمومية                                               | من: 1 يناير 1930 حتى: 19 يونيو 1930 مدة: 5 أشهرٍ و18 يومًا                   | وزارة مصطفى النحاس باشا الثانية                                                      | مصطفى النحاس باشا                                   |
| ــــ    | علي ماهر باشا                                                                                    | وزارة المعارف العمومية                                               | من: 19 يونيو 1930 حتى: 4 يناير 1933 مدة: سنتان و6 أشهرٍ و16 يومًا            | وزارة إسماعيل صدقي باشا الأولى                                                       | إسماعيل صدقي باشا                                   |
| 33      | إبراهيم فهمي كريم باشا                                                                           | وزارة المعارف العمومية                                               | من: 4 يناير 1933 حتى: 27 سبتمبر 1933 مدة: 8 أشهرٍ و23 يومًا                  | وزارة إسماعيل صدقي باشا الثانية                                                      | إسماعيل صدقي باشا                                   |
| 34      | محمد حلمي عيسى باشا                                                                              | وزارة المعارف العمومية                                               | من: 27 سبتمبر 1933 حتى: 14 نوفمبر 1934 مدة: سنةً واحدةً وشهرًا واحدًا و18 يومًا | وزارة عبد الفتاح يحيي باشا                                                           | عبد الفتاح يحيي باشا                                |
| 35      | أحمد نجيب الهلالي بك                                                                             | وزارة المعارف العمومية                                               | من: 14 نوفمبر 1934 حتى: 30 يناير 1936 مدة: سنةً واحدةً وشهران و16 يومًا       | وزارة محمد توفيق نسيم باشا الثالثة                                                   | محمد توفيق نسيم باشا                                |
| 36      | محمد علي علوبة باشا                                                                              | وزارة المعارف العمومية                                               | من: 30 يناير 1936 حتى: 9 مايو 1936 مدة: 3 أشهرٍ و9 أيامٍ                     | وزارة علي ماهر باشا الأولى                                                           | علي ماهر باشا                                       |
| 37      | علي زكي العرابي بك                                                                               | وزارة المعارف العمومية                                               | من: 9 مايو 1936 حتى: 1 أغسطس 1937 مدة: سنةً واحدةً وشهران و23 يومًا           | وزارة مصطفى النحاس باشا الثالثة                                                      | مصطفى النحاس باشا                                   |
| 38      | عبد السلام فهمي محمد جمعة باشا                                                                   | وزارة التجارة والصناعة والمعارف العمومية                             | من: 1 أغسطس 1937 حتى: 30 ديسمبر 1937 مدة: 4 أشهرٍ و29 يومًا                  | وزارة مصطفى النحاس باشا الرابعة                                                      | مصطفى النحاس باشا                                   |
| ــــ    | محمد بهي الدين بركات بك                                                                          | وزارة المعارف العمومية                                               | من: 30 ديسمبر 1937 حتى: 27 أبريل 1938 مدة: 6 أشهرٍ و28 يومًا                 | وزارة محمد محمود باشا الثانية                                                        | محمد محمود باشا                                     |
| 39      | محمد حسين هيكل باشا                                                                              | وزارة المعارف العمومية                                               | من: 27 أبريل 1938 حتى: 18 أغسطس 1939 مدة: سنةً واحدةً و3 أشهرٍ و22 يومًا       | وزارة محمد محمود باشا الثالثة                                                        | محمد محمود باشا                                     |
| 39      | محمد حسين هيكل باشا                                                                              | وزارة المعارف العمومية                                               | من: 27 أبريل 1938 حتى: 18 أغسطس 1939 مدة: سنةً واحدةً و3 أشهرٍ و22 يومًا       | وزارة محمد محمود باشا الرابعة                                                        | محمد محمود باشا                                     |
| 40      | محمود فهمي النقراشي باشا                                                                         | وزارة المعارف العمومية                                               | من: 18 أغسطس 1939 حتى: 27 يونيو 1940 مدة: 10 أشهرٍ و9 أيامٍ                  | وزارة علي ماهر باشا الثانية                                                          | علي ماهر باشا                                       |
| ــــ    | محمد حسين هيكل باشا                                                                              | وزارة المعارف العمومية                                               | من: 27 يونيو 1940 حتى: 4 فبراير 1942 مدة: سنةً واحدةً و7 أشهرٍ و8 أيامٍ        | وزارة حسن صبري باشا                                                                  | حسن صبري باشا                                       |
| ــــ    | محمد حسين هيكل باشا                                                                              | وزارة المعارف العمومية                                               | من: 27 يونيو 1940 حتى: 4 فبراير 1942 مدة: سنةً واحدةً و7 أشهرٍ و8 أيامٍ        | وزارة حسين سري باشا الأولى                                                           | حسين سري باشا                                       |
| ــــ    | محمد حسين هيكل باشا                                                                              | وزارة المعارف العمومية                                               | من: 27 يونيو 1940 حتى: 4 فبراير 1942 مدة: سنةً واحدةً و7 أشهرٍ و8 أيامٍ        | وزارة حسين سري باشا الثانية                                                          | حسين سري باشا                                       |
| 41      | أحمد نجيب الهلالي باشا                                                                           | وزارة المعارف العمومية                                               | من: 4 فبراير 1942 حتى: 8 أكتوبر 1944 مدة: سنتان و8 أشهرٍ و4 أيامٍ            | وزارة مصطفى النحاس باشا الخامسة                                                      | مصطفى النحاس باشا                                   |
| 41      | أحمد نجيب الهلالي باشا                                                                           | وزارة المعارف العمومية                                               | من: 4 فبراير 1942 حتى: 8 أكتوبر 1944 مدة: سنتان و8 أشهرٍ و4 أيامٍ            | وزارة مصطفى النحاس باشا السادسة                                                      | مصطفى النحاس باشا                                   |
| ــــ    | محمد حسين هيكل باشا                                                                              | وزارة المعارف العمومية والشئون الاجتماعية                            | من: 8 أكتوبر 1944 حتى: 15 يناير 1945 مدة: 3 أشهرٍ و7 أيامٍ                   | وزارة أحمد ماهر باشا الأولى                                                          | أحمد ماهر باشا                                      |
| 42      | عبد الرزاق السنهوري بك                                                                           | وزارة المعارف العمومية                                               | من: 15 يناير 1945 حتى: 15 فبراير 1946 مدة: 11 شهرًا و22 يومًا                | وزارة أحمد ماهر باشا الثانية                                                         | أحمد ماهر باشا                                      |
| 42      | عبد الرزاق السنهوري بك                                                                           | وزارة المعارف العمومية                                               | من: 15 يناير 1945 حتى: 15 فبراير 1946 مدة: 11 شهرًا و22 يومًا                | وزارة محمود فهمي النقراشي باشا الأولى                                                | محمود فهمي النقراشي باشا                            |
| 43      | محمد حسن العشماوي باشا                                                                           | وزارة المعارف العمومية                                               | من: 16 فبراير 1946 حتى: 9 ديسمبر 1946 مدة: 9 أشهرٍ و23 يومًا                 | وزارة إسماعيل صدقي باشا الثالثة                                                      | إسماعيل صدقي باشا                                   |
| ــــ    | عبد الرزاق السنهوري باشا الفترة المتصلة: (9 ديسمبر 1946 - 25 يوليو 1949)                         | وزارة المعارف العمومية                                               | من: 9 ديسمبر 1946 حتى: 25 يوليو 1949 مدة: سنتان و7 أشهرٍ و16 يومًا           | وزارة محمود فهمي النقراشي باشا الثانية                                               | محمود فهمي النقراشي باشا                            |
| ــــ    | عبد الرزاق السنهوري باشا الفترة المتصلة: (9 ديسمبر 1946 - 25 يوليو 1949)                         | وزارة المعارف العمومية                                               | من: 9 ديسمبر 1946 حتى: 25 يوليو 1949 مدة: سنتان و7 أشهرٍ و16 يومًا           | وزارة إبراهيم عبد الهادي باشا                                                        | إبراهيم عبد الهادي باشا                             |
| 44      | أحمد مرسي بدر بك                                                                                 | وزارة المعارف العمومية                                               | من: 25 يوليو 1949 حتى: 3 نوفمبر 1949 مدة: 3 أشهرٍ و9 أيامٍ                   | وزارة حسين سري باشا الثالثة                                                          | حسين سري باشا                                       |
| ــــ    | محمد حسن العشماوي باشا                                                                           | وزارة المعارف العمومية                                               | من: 3 نوفمبر 1949 حتى: 12 يناير 1950 مدة: شهران و9 أيامٍ                    | وزارة حسين سري باشا الرابعة                                                          | حسين سري باشا                                       |
| 45      | طه حسين                                                                                          | وزارة المعارف العمومية                                               | من: 12 يناير 1950 حتى: 27 يناير 1952 مدة: سنتان و15 يومًا                   | وزارة مصطفى النحاس باشا السابعة                                                      | مصطفى النحاس باشا                                   |
| 46      | محمد عبد الخالق حسونة باشا                                                                       | وزارة المعارف العمومية                                               | من: 27 يناير 1952 حتى: 1 مارس 1952 مدة: شهرًا واحدًا و3 أيامٍ                 | وزارة علي ماهر باشا الثالثة                                                          | علي ماهر باشا                                       |
| 47      | محمد رفعت باشا                                                                                   | وزارة المعارف العمومية                                               | من: 1 مارس 1952 حتى: 2 يوليو 1952 مدة: 4 أشهرٍ ويومًا واحدًا                  | وزارة أحمد نجيب الهلالي باشا الأولى                                                  | أحمد نجيب الهلالي باشا                              |
| 48      | محمد سامي مازن بك                                                                                | وزارة المعارف العمومية                                               | من: 2 يوليو 1952 حتى: 22 يوليو 1952 مدة: 20 يومًا                           | وزارة حسين سري باشا الخامسة                                                          | حسين سري باشا                                       |
| ــــ    | محمد رفعت باشا                                                                                   | وزارة المعارف العمومية                                               | من: 22 يوليو 1952 حتى: 23 يوليو 1952 مدة: يومًا واحدًا                       | وزارة أحمد نجيب الهلالي باشا الثانية                                                 | أحمد نجيب الهلالي باشا                              |
| 49      | سعد اللبان                                                                                       | وزارة المعارف العمومية                                               | من: 24 يوليو 1952 حتى: 7 سبتمبر 1952 مدة: شهرًا واحدًا و14 يومًا              | وزارة علي ماهر باشا الرابعة                                                          | علي ماهر باشا                                       |
| 50      | إسماعيل القباني                                                                                  | وزارة المعارف العمومية                                               | من: 8 سبتمبر 1952 حتى: 3 يناير 1954 مدة: سنةً واحدةً و3 أشهرٍ و26 يومًا        | وزارة محمد نجيب الأولى                                                               | محمد نجيب                                           |
| 50      | إسماعيل القباني                                                                                  | وزارة المعارف العمومية                                               | من: 8 سبتمبر 1952 حتى: 3 يناير 1954 مدة: سنةً واحدةً و3 أشهرٍ و26 يومًا        | وزارة محمد نجيب الثانية                                                              | محمد نجيب                                           |
| 51      | عباس مصطفى عمار                                                                                  | وزارة المعارف العمومية                                               | من: 3 يناير 1954 حتى: 17 أبريل 1954 مدة: 3 أشهرٍ و14 يومًا                   | وزارة محمد نجيب الثانية                                                              | محمد نجيب                                           |
| 51      | عباس مصطفى عمار                                                                                  | وزارة المعارف العمومية                                               | من: 3 يناير 1954 حتى: 17 أبريل 1954 مدة: 3 أشهرٍ و14 يومًا                   | وزارة جمال عبد الناصر الأولى                                                         | جمال عبد الناصر                                     |
| 51      | عباس مصطفى عمار                                                                                  | وزارة المعارف العمومية                                               | من: 3 يناير 1954 حتى: 17 أبريل 1954 مدة: 3 أشهرٍ و14 يومًا                   | وزارة محمد نجيب الثالثة                                                              | محمد نجيب                                           |
| 52      | محمد عوض محمد                                                                                    | وزارة المعارف العمومية                                               | من: 17 أبريل 1954 حتى: 31 أغسطس 1954 مدة: 4 أشهرٍ و14 يومًا                  | وزارة جمال عبد الناصر الثانية                                                        | جمال عبد الناصر                                     |
| 53      | كمال الدين حسين الفترة المتصلة: (31 أغسطس 1954 - 7 أكتوبر 1958) مدة: 4 سنواتٍ وشهرًا واحدًا و6 أيامٍ | وزارة المعارف العمومية                                               | من: 31 أغسطس 1954 حتى: 7 أكتوبر 1958                                       | وزارة جمال عبد الناصر الثانية                                                        | جمال عبد الناصر                                     |
| 53      | كمال الدين حسين الفترة المتصلة: (31 أغسطس 1954 - 7 أكتوبر 1958) مدة: 4 سنواتٍ وشهرًا واحدًا و6 أيامٍ | وزارة التربية والتعليم                                               | من: 31 أغسطس 1954 حتى: 7 أكتوبر 1958                                       | وزارة جمال عبد الناصر الثالثة                                                        | جمال عبد الناصر                                     |
| 53      | كمال الدين حسين الفترة المتصلة: (31 أغسطس 1954 - 7 أكتوبر 1958) مدة: 4 سنواتٍ وشهرًا واحدًا و6 أيامٍ | وزارة التربية والتعليم                                               | من: 31 أغسطس 1954 حتى: 7 أكتوبر 1958                                       | وزارة جمال عبد الناصر الرابعة                                                        | جمال عبد الناصر                                     |
| 54      | أحمد نجيب هاشم (المجلس التنفيذي) كمال الدين حسين (الوزارة المركزية)                              | وزارة التربية والتعليم                                               | من: 7 أكتوبر 1958 حتى: 16 أغسطس 1961 مدة: سنتان و10 أشهرٍ و9 أيامٍ           | وزارة نور الدين طراف (المجلس التنفيذي للإقليم المصري) وزارة جمال عبد الناصر الخامسة  | نور الدين طراف رئيس المجلس التنفيذي للإقليم المصري  |
| 54      | أحمد نجيب هاشم (المجلس التنفيذي) كمال الدين حسين (الوزارة المركزية)                              | وزارة التربية والتعليم                                               | من: 7 أكتوبر 1958 حتى: 16 أغسطس 1961 مدة: سنتان و10 أشهرٍ و9 أيامٍ           | وزارة كمال الدين حسين (المجلس التنفيذي للإقليم المصري) وزارة جمال عبد الناصر السادسة | كمال الدين حسين رئيس المجلس التنفيذي للإقليم المصري |
| 55      | محمد يوسف                                                                                        | وزارة التربية والتعليم                                               | من: 16 أغسطس 1961 حتى: 18 يونيو 1967 مدة: 5 سنواتٍ و10 أشهرٍ ويومان          | وزارة جمال عبد الناصر السابعة                                                        | جمال عبد الناصر                                     |
| 55      | محمد يوسف                                                                                        | وزارة التربية والتعليم                                               | من: 16 أغسطس 1961 حتى: 18 يونيو 1967 مدة: 5 سنواتٍ و10 أشهرٍ ويومان          | وزارة جمال عبد الناصر الثامنة                                                        | جمال عبد الناصر                                     |
| 55      | محمد يوسف                                                                                        | وزارة التربية والتعليم                                               | من: 16 أغسطس 1961 حتى: 18 يونيو 1967 مدة: 5 سنواتٍ و10 أشهرٍ ويومان          | وزارة علي صبري الأولى                                                                | علي صبري                                            |
| 55      | محمد يوسف                                                                                        | وزارة التربية والتعليم                                               | من: 16 أغسطس 1961 حتى: 18 يونيو 1967 مدة: 5 سنواتٍ و10 أشهرٍ ويومان          | وزارة علي صبري الثانية                                                               | علي صبري                                            |
| 55      | محمد يوسف                                                                                        | وزارة التربية والتعليم                                               | من: 16 أغسطس 1961 حتى: 18 يونيو 1967 مدة: 5 سنواتٍ و10 أشهرٍ ويومان          | وزارة زكريا محيي الدين                                                               | زكريا محيي الدين                                    |
| 55      | محمد يوسف                                                                                        | وزارة التربية والتعليم                                               | من: 16 أغسطس 1961 حتى: 18 يونيو 1967 مدة: 5 سنواتٍ و10 أشهرٍ ويومان          | وزارة صدقي سليمان                                                                    | محمد صدقي سليمان                                    |
| 56      | عبد العزيز السيد                                                                                 | وزارة التربية والتعليم                                               | من: 19 يونيو 1967 حتى: 20 مارس 1968 مدة: 9 أشهرٍ ويومًا واحدًا                | وزارة جمال عبد الناصر التاسعة                                                        | جمال عبد الناصر                                     |
| 57      | محمد حلمي مراد                                                                                   | وزارة التربية والتعليم                                               | من: 20 مارس 1968 حتى: 10 يوليو 1969 مدة: سنةً واحدةً و3 أشهرٍ و20 يومًا        | وزارة جمال عبد الناصر العاشرة                                                        | جمال عبد الناصر                                     |
| 58      | محمد حافظ غانم                                                                                   | وزارة التربية والتعليم                                               | من: 10 يوليو 1969 حتى: 17 يناير 1972 مدة: سنتان و6 أشهرٍ و7 أيامٍ            | وزارة جمال عبد الناصر العاشرة                                                        |                                                     |
| 58      | محمد حافظ غانم                                                                                   | وزارة التربية والتعليم                                               | من: 10 يوليو 1969 حتى: 17 يناير 1972 مدة: سنتان و6 أشهرٍ و7 أيامٍ            | وزارة محمود فوزي الأولى                                                              | محمود فوزي                                          |
| 58      | محمد حافظ غانم                                                                                   | وزارة التربية والتعليم                                               | من: 10 يوليو 1969 حتى: 17 يناير 1972 مدة: سنتان و6 أشهرٍ و7 أيامٍ            | وزارة محمود فوزي الثانية                                                             | محمود فوزي                                          |
| 58      | محمد حافظ غانم                                                                                   | وزارة التربية والتعليم                                               | من: 10 يوليو 1969 حتى: 17 يناير 1972 مدة: سنتان و6 أشهرٍ و7 أيامٍ            | وزارة محمود فوزي الثالثة                                                             | محمود فوزي                                          |
| 58      | محمد حافظ غانم                                                                                   | وزارة التربية والتعليم                                               | من: 10 يوليو 1969 حتى: 17 يناير 1972 مدة: سنتان و6 أشهرٍ و7 أيامٍ            | وزارة محمود فوزي الرابعة                                                             | محمود فوزي                                          |
| 59      | علي عبد الرازق                                                                                   | وزارة التربية والتعليم                                               | من: 17 يناير 1972 حتى: 25 أبريل 1974 مدة: سنتان و3 أشهرٍ و8 أيامٍ            | وزارة عزيز صدقي                                                                      | عزيز صدقي                                           |
| 59      | علي عبد الرازق                                                                                   | وزارة التربية والتعليم                                               | من: 17 يناير 1972 حتى: 25 أبريل 1974 مدة: سنتان و3 أشهرٍ و8 أيامٍ            | وزارة أنور السادات الأولى                                                            | محمد أنور السادات                                   |
| 60      | مصطفى كمال حلمي                                                                                  | وزارة التربية والتعليم                                               | من: 25 أبريل 1974 حتى: 5 أكتوبر 1978 مدة: 4 سنواتٍ و5 أشهرٍ و10 أيامٍ         | وزارة أنور السادات الثانية                                                           | محمد أنور السادات                                   |
| 60      | مصطفى كمال حلمي                                                                                  | وزارة التربية والتعليم                                               | من: 25 أبريل 1974 حتى: 5 أكتوبر 1978 مدة: 4 سنواتٍ و5 أشهرٍ و10 أيامٍ         | وزارة عبد العزيز حجازي                                                               | عبد العزيز حجازي                                    |
| 60      | مصطفى كمال حلمي                                                                                  | وزارة التربية والتعليم                                               | من: 25 أبريل 1974 حتى: 5 أكتوبر 1978 مدة: 4 سنواتٍ و5 أشهرٍ و10 أيامٍ         | وزارة ممدوح سالم الأولى                                                              | ممدوح سالم                                          |
| 60      | مصطفى كمال حلمي                                                                                  | وزارة التعليم                                                        | من: 25 أبريل 1974 حتى: 5 أكتوبر 1978 مدة: 4 سنواتٍ و5 أشهرٍ و10 أيامٍ         | وزارة ممدوح سالم الثانية                                                             | ممدوح سالم                                          |
| 60      | مصطفى كمال حلمي                                                                                  | وزارة التعليم                                                        | من: 25 أبريل 1974 حتى: 5 أكتوبر 1978 مدة: 4 سنواتٍ و5 أشهرٍ و10 أيامٍ         | وزارة ممدوح سالم الثالثة                                                             | ممدوح سالم                                          |
| 60      | مصطفى كمال حلمي                                                                                  | وزارة التعليم والدولة للبحث العلمي                                   | من: 25 أبريل 1974 حتى: 5 أكتوبر 1978 مدة: 4 سنواتٍ و5 أشهرٍ و10 أيامٍ         | وزارة ممدوح سالم الرابعة                                                             | ممدوح سالم                                          |
| 60      | مصطفى كمال حلمي                                                                                  | وزارة التعليم والدولة للبحث العلمي                                   | من: 25 أبريل 1974 حتى: 5 أكتوبر 1978 مدة: 4 سنواتٍ و5 أشهرٍ و10 أيامٍ         | وزارة ممدوح سالم الخامسة                                                             | ممدوح سالم                                          |
| 61      | حسن محمد إسماعيل                                                                                 | وزارة التعليم والبحث العلمي والثقافة                                 | من: 5 أكتوبر 1978 حتى: 19 يونيو 1979 مدة: 8 أشهرٍ و14 يومًا                  | وزارة مصطفى خليل الأولى                                                              | مصطفى خليل                                          |
| ــــ    | مصطفى كمال حلمي                                                                                  | وزارة التعليم والبحث العلمي                                          | من: 19 يونيو 1979 حتى: 5 يونيو 1984 مدة: 4 سنواتٍ و11 شهرًا و17 يومًا         | وزارة مصطفى خليل الثانية                                                             | مصطفى خليل                                          |
| ــــ    | مصطفى كمال حلمي                                                                                  | وزارة الدولة للتعليم والبحث العلمي                                   | من: 19 يونيو 1979 حتى: 5 يونيو 1984 مدة: 4 سنواتٍ و11 شهرًا و17 يومًا         | وزارة أنور السادات الثالثة                                                           | محمد أنور السادات                                   |
| ــــ    | مصطفى كمال حلمي                                                                                  | وزارة الدولة للتعليم والبحث العلمي                                   | من: 19 يونيو 1979 حتى: 5 يونيو 1984 مدة: 4 سنواتٍ و11 شهرًا و17 يومًا         | وزارة حسني مبارك                                                                     | محمد حسني مبارك                                     |
| ــــ    | مصطفى كمال حلمي                                                                                  | وزارة الدولة للتعليم والبحث العلمي                                   | من: 19 يونيو 1979 حتى: 5 يونيو 1984 مدة: 4 سنواتٍ و11 شهرًا و17 يومًا         | وزارة حسني مبارك                                                                     | محمد حسني مبارك                                     |
| ــــ    | مصطفى كمال حلمي                                                                                  | وزارة فؤاد محيي الدين الأولى                                         | من: 19 يونيو 1979 حتى: 5 يونيو 1984 مدة: 4 سنواتٍ و11 شهرًا و17 يومًا         | أحمد فؤاد محيي الدين                                                                 |                                                     |
| ــــ    | مصطفى كمال حلمي                                                                                  | نائب رئيس الوزراء للخدمات ووزير الدولة للتعليم والبحث العلمي         | من: 19 يونيو 1979 حتى: 5 يونيو 1984 مدة: 4 سنواتٍ و11 شهرًا و17 يومًا         | أحمد فؤاد محيي الدين                                                                 | وزارة فؤاد محيي الدين الثانية                       |
| 62      | عبد السلام عبد الغفار                                                                            | وزارة التربية والتعليم                                               | 16 يوليو 1984 حتى: 4 سبتمبر 1985 مدة: سنةً واحدةً وشهرًا واحدًا و19 يومًا       | وزارة كمال حسن علي                                                                   | كمال حسن علي                                        |
| 63      | منصور إبراهيم حسين                                                                               | وزارة التربية والتعليم                                               | من: 5 سبتمبر 1985 حتى: 9 نوفمبر 1986 مدة: سنةً واحدةً وشهران و4 أيامٍ         | وزارة علي لطفي                                                                       | علي لطفي                                            |
| 64      | أحمد فتحي سرور                                                                                   | وزارة التربية والتعليم                                               | من: 11 نوفمبر 1986 حتى: 14 أكتوبر 1993 مدة: 6 سنواتٍ و11 شهرًا و3 أيامٍ       | وزارة عاطف صدقي الأولى                                                               | عاطف صدقي                                           |
| 64      | أحمد فتحي سرور                                                                                   | وزارة التعليم                                                        | من: 11 نوفمبر 1986 حتى: 14 أكتوبر 1993 مدة: 6 سنواتٍ و11 شهرًا و3 أيامٍ       | وزارة عاطف صدقي الثانية                                                              | عاطف صدقي                                           |
| 65      | حسين كامل بهاء الدين                                                                             | وزارة التعليم                                                        | من: 14 أكتوبر 1993 حتى: 9 يوليو 2004 مدة: 10 سنواتٍ و8 أشهرٍ و25 يومًا        | وزارة عاطف صدقي الثالثة                                                              | عاطف صدقي                                           |
| 65      | حسين كامل بهاء الدين                                                                             | وزارة التعليم                                                        | من: 14 أكتوبر 1993 حتى: 9 يوليو 2004 مدة: 10 سنواتٍ و8 أشهرٍ و25 يومًا        | وزارة كمال الجنزوري الأولى                                                           | كمال الجنزوري                                       |
| 65      | حسين كامل بهاء الدين                                                                             | وزارة التربية والتعليم                                               | من: 14 أكتوبر 1993 حتى: 9 يوليو 2004 مدة: 10 سنواتٍ و8 أشهرٍ و25 يومًا        | وزارة كمال الجنزوري الأولى                                                           | كمال الجنزوري                                       |
| 65      | حسين كامل بهاء الدين                                                                             | وزارة عاطف عبيد                                                      | من: 14 أكتوبر 1993 حتى: 9 يوليو 2004 مدة: 10 سنواتٍ و8 أشهرٍ و25 يومًا        | عاطف عبيد                                                                            |                                                     |
| 66      | أحمد جمال الدين موسى                                                                             | من: 13 يوليو 2004 حتى: 19 ديسمبر 2005 مدة: سنةً واحدةً و5 أشهرٍ و6 أيامٍ | وزارة أحمد نظيف الأولى                                                     | أحمد نظيف                                                                            |                                                     |
| 67      | يسري الجمل                                                                                       | من: 30 ديسمبر 2005 حتى: 3 يناير 2010 مدة: 4 سنواتٍ و4 أيامٍ            | وزارة أحمد نظيف الثانية                                                    | أحمد نظيف                                                                            |                                                     |
| 68      | أحمد زكي بدر                                                                                     | من: 3 يناير 2010 حتى: 28 يناير 2011 مدة: سنةً واحدةً و25 يومًا          | وزارة أحمد نظيف الثانية                                                    | أحمد نظيف                                                                            |                                                     |
| ــــ    | لا يوجد                                                                                          | من: 31 يناير 2011 حتى: 22 فبراير 2011                                | وزارة أحمد شفيق                                                            | أحمد شفيق                                                                            |                                                     |
| ــــ    | أحمد جمال الدين موسى                                                                             | من: 22 فبراير 2011 حتى: 21 نوفمبر 2011 مدة: 8 أشهرٍ و30 يومًا          | وزارة أحمد شفيق                                                            | أحمد شفيق                                                                            |                                                     |
| ــــ    | أحمد جمال الدين موسى                                                                             | من: 22 فبراير 2011 حتى: 21 نوفمبر 2011 مدة: 8 أشهرٍ و30 يومًا          | وزارة عصام شرف                                                             | عصام شرف                                                                             |                                                     |
| 69      | جمال العربي                                                                                      | من: 7 ديسمبر 2011 حتى: 25 يونيو 2012 مدة: 6 أشهرٍ و18 يومًا            | وزارة كمال الجنزوري الثانية                                                | كمال الجنزوري                                                                        |                                                     |
| 70      | إبراهيم غنيم                                                                                     | من: 2 أغسطس 2012 حتى: 8 يوليو 2013 مدة: 11 شهرًا و6 أيامٍ              | وزارة هشام قنديل                                                           | هشام قنديل                                                                           |                                                     |
| 71      | محمود أبو النصر                                                                                  | من: 16 يوليو 2013 حتى: 5 مارس 2015 مدة: سنةً واحدةً و7 أشهرٍ و17 يومًا   | وزارة حازم الببلاوي                                                        | حازم الببلاوي                                                                        |                                                     |
| 71      | محمود أبو النصر                                                                                  | من: 16 يوليو 2013 حتى: 5 مارس 2015 مدة: سنةً واحدةً و7 أشهرٍ و17 يومًا   | وزارة إبراهيم محلب الأولى                                                  | إبراهيم محلب                                                                         |                                                     |
| 71      | محمود أبو النصر                                                                                  | من: 16 يوليو 2013 حتى: 5 مارس 2015 مدة: سنةً واحدةً و7 أشهرٍ و17 يومًا   | وزارة التربية والتعليم محمد يوسف (وزارة التعليم الفنى والتدريب)            | إبراهيم محلب                                                                         | وزارة إبراهيم محلب الثانية                          |
| 72      | محب الرافعي                                                                                      | من: 5 مارس 2015 حتى: 12 سبتمبر 2015 مدة: 6 أشهرٍ و7 أيامٍ              | وزارة التربية والتعليم محمد يوسف (وزارة التعليم الفنى والتدريب)            | إبراهيم محلب                                                                         | وزارة إبراهيم محلب الثانية                          |
| 73      | الهلالي الشربيني                                                                                 | وزارة التربية والتعليم والتعليم الفني                                | من: 19 سبتمبر 2015 حتى: 16 فبراير 2017 مدة: سنةً واحدةً و5 أشهرٍ و4 أيامٍ      | وزارة شريف إسماعيل                                                                   | شريف إسماعيل                                        |
| 74      | طارق شوقي                                                                                        | وزارة التربية والتعليم والتعليم الفني                                | من: 16 فبراير 2017 حتى 13 أغسطس 2022 مدة: 5 سنواتٍ و5 أشهرٍ و28 يومًا         | وزارة شريف إسماعيل                                                                   | شريف إسماعيل                                        |
| 74      | طارق شوقي                                                                                        | وزارة التربية والتعليم والتعليم الفني                                | من: 16 فبراير 2017 حتى 13 أغسطس 2022 مدة: 5 سنواتٍ و5 أشهرٍ و28 يومًا         | وزارة مصطفى مدبولي الأولى                                                            | مصطفى مدبولي                                        |
| 75      | رضا حجازي                                                                                        | وزارة التربية والتعليم والتعليم الفني                                | من: 14 أغسطس 2022 حتى: 3 يونيو 2024 مدة: سنةً واحدةً و9 أشهرٍ و20 يومًا        | وزارة مصطفى مدبولي الأولى                                                            | مصطفى مدبولي                                        |
| 76      | محمد أحمد عبد اللطيف                                                                             | وزارة التربية والتعليم والتعليم الفني                                | من: 3 يوليو 2024 حتى الآن مدة: سنةً واحدةً و22 يومًا                          | وزارة مصطفى مدبولي الثانية                                                           | مصطفى مدبولي                                        |